# NWA Shockwave
NWA Shockwave (укр. NWA Шокова Хвиля) — американська федерація професійного реслінгу, розташована в районі Стейтен-Айленд, місто Нью-Йорк. Її заснував Біллі Фаєрхоук в 2001 році, а згодом компанія переїхала в місто Вейн, штат Нью-Джерсі. У ранній період роботи основною задачею федерації було представити широкій публіці центральної частини Нью-Джерсі раніше нікому не відомих бійців і привернути увагу шанувальників «сімейного» стилю боротьби. Свого часу NWA Shockwave була чи не єдиним промоушеном реслінгу в районі Нью-Джерсі і досі вважається одною з найкращих федерацій (на рівні з Jersey All Pro Wrestling) в галузі представлення нових талантів.
Компанія також відома тим, що одна з перших в цій галузі почала просувати себе за допомоги Інтернету, а також транслювала своє шоу «Shockwave TV» на каналі ITV аж до 2005 року. Після смерті Дейзі Фаєрхоука в 2006 році керування компанією взяв на себе Дерек Гордон і головував аж до закриття федерації в 2007 році.

## NWA Shockwave
Кіберпростір NWA змінив назву на NWA Shockwave 6 червня 2006 року, щоб відобразити своє Інтернет -шоу, згадане вище "Shockwave TV". Менш ніж через шість тижнів Біллі Файрхок помер 17 липня 2006 року через ускладнення, спричинені діабетом. Йому було 40 років. Після смерті Firehawk принципове управління федерацією було передано Дереку Гордону, колишньому продюсеру WCW та директору операцій NWA Shockwave. Гордона зазвичай зараховували до змістових сюжетів федерації протягом року. Того літа акція перервалася. Після повернення він пообіцяв нові та унікальні сюжетні лінії, а також залучив нові таланти з інших філій NWA у Сполучених Штатах та Великій Британії.
Наприкінці року The S.A.T. покинули рекламну кампанію і взяли з собою титули до Pro Wrestling Unplugged Тода Гордона. [37] Позбавлені чемпіонату, пояси були припинені під час просування по службі під час короткої перерви, що почалася 1 грудня 2006 р. Титули Cruiser X і Women були так само скасовані. 13 січня 2007 року Гордон провів "NWA Shockwave: A New Beginning" у аншлазі Elks Lodge у Бунтоні, штат Нью-Джерсі. Будучи меморіальним шоу Firehawk, шоу повернуло таких постійних людей, як Майк Тобін, Боббі Фіш, Роб Екос, Кен Скампі, Сінді Роджерс та інші. Havok виграв матч Gauntlet Match, перемігши Devon Storm, Sinister X, Paul E. Normous, Boogalu Washington, Cindy Rogers та Slyk Wagner Brown, щоб виграти вакантний чемпіонат NWA Shockwave у важкій вазі. Papadon обіграв Grim Reefer, Mike Tobin та Josh Daniels у 4 -х танцях за титул NWA Shockwave Internet. Вистава також служила меморіальним шоу Firehawk.
Чотири місяці пізніше було оголошено, що 28 квітня NWA Shockwave та NWA Pro East будуть спільно рекламувати першу національну телевізійну стрічку NWA на Східному узбережжі, яка відбудеться в Асоціації італійсько-американських сімей у Кліфтоні, штат Нью-Джерсі, 28 квітня. Лом, Даміан Дракон, Відкинуті Диявола (Пол Е Нормус і Зловісний Х) та Чемпіон у важкій вазі NWA Shockwave Havoc. Havoc та NWA Shockwave Internet Champion Pappadon захистили свої титули 5 травня на виставці організації боротьби NWA Pro East-Bodyslam Wrestling у залі лицарів Колумба в Лоді. Рекламна акція також підписала ексклюзивний контракт з Американським Залом Легіонів на гастролі по берегу Джерсі та включала проведення її першої суперкарти «Пляжна ковдра Бодислам» [40]. Хавок захищав свій титул у важкій вазі на картках NWA Pro East протягом двох місяців, поки не програв пояс Пападону в Кліфтоні 2 червня 2007 року. Матч був 3 -х танцями, в якому брав участь тодішній чемпіон Інтернету Джош Деніелс, і Пападон переміг кожну людину в найкращому три падіння, щоб виграти обидва титули. Це був останній зареєстрований захист титулу чемпіона у важкій вазі, і просування по службі тихо закрилося незабаром після цього.